# 皮埃尔·高乃依博物馆 (鲁昂)
皮埃尔·高乃依博物馆（Musée Pierre-Corneille）是一座关于作家皮埃尔·高乃依的博物馆，位于法国诺曼底大区鲁昂市中心的老集市广场（Place du Vieux-Marché）附近。

## 历史
高乃依于1606年6月6日出生于此，在这里生活了56年，创作了《熙德》（Le Cid）等剧本，最后在1683年将其出售。

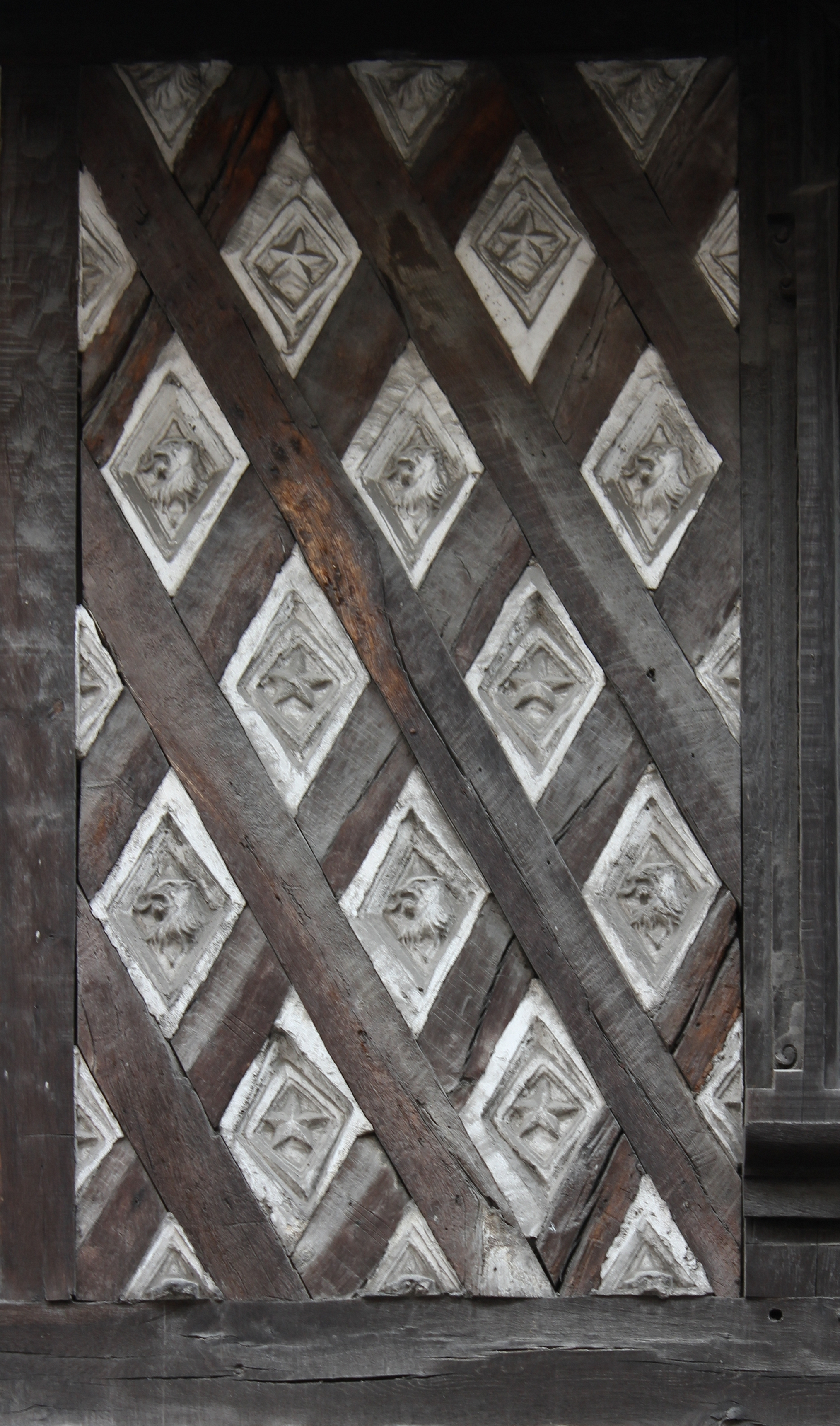